# Калининградский оборонительный район
Калининградский оборонительный район (с 27 июля 1998 года Калининградский особый район, КОР) — оперативно-тактическое объединение видов Вооружённых Сил (ВМФ, ВВС, ПВО и СВ), предназначенное для обороны Калининградской области Российской Федерации (России) и защиты её интересов в южной Балтике.

## Роль и место района
Наряду с Войсками и Силами на Северо-Востоке Калининградский оборонительный район является уникальным для России объединением видов Вооружённых Сил (ВМФ, ПВО, сухопутные и береговые войска) под единым командованием. Также в последние годы Калининградский оборонительный район стал играть важную роль в противодействии американской системе противоракетной обороны (ПРО) в Европе. Объединивший под единым командованием флот, авиацию и сухопутные войска Калининградский оборонительный район был создан в 1994 году, а в 2009 году в рамках военной реформы вошел в состав Западного военного округа в качестве отдельной военно-административной единицы.

## История
В 1991—1992 годах штаб Балтийского флота на основе опыта Великой Отечественной войны и с учётом специфики геостратегического положения Калининградской области провёл научно-исследовательские работы по созданию и оперативному применению объединенной группировки видов Вооружённых Сил, дислоцированных в Калининградской области. В июне-сентябре 1993 года были выработаны «Предложения по организации единой системы управления войсками (силами) КОР». В октябре 1993 года была проведена военно-научная конференция по проблемам согласованного применения единой группировки войск и сил флота, армии и ПВО в Балтийском море и обороне КОР. В январе 1994 года было проведено штабное совещание руководителей флота, 11-й гвардейской армии и Калининградского района ПВО. В марте-апреле 1994 года прошли 2 совместные штабные тренировки. Калининградский оборонительный район был образован 1 августа 1994 года в административных границах Калининградской области. В состав КОР вошли: Балтийский флот, войска и силы Калининградского района ПВО, 11-я отдельная гвардейская армия, Калининградская группа Пограничных войск ФСБ, подразделения Внутренних войск МВД и некоторые другие части. Район является самостоятельной военно-административной единицей, не входящей в состав военных округов. Войска Калининградского оборонительного района принимали участие в оперативно-стратегических учениях «Запад-2009». После военной реформы министра обороны Сердюкова Калининградский оборонительный район вошел в состав Западного военного округа в качестве отдельной военно-административной единицы.

## Геополитическое положение
Вступление Польши и стран Прибалтики в НАТО превратило Калининградскую область в изолированную часть России. Доцент кафедры политологии и социологии Балтийского федерального университета имени Канта Владимир Абрамов образно назвал Калининградский оборонительный район «пистолетом у виска Европы». В сфере поражения войск КОРа находится 20 АЭС и 139 химических предприятий Европы. Калининградская область благодаря своему географическому положению идеальна для размещения сил электронной разведки и ударных ракетных частей для контроля и возможной нейтрализации враждебных действий соответствующих американских подразделений. Это автоматически превращает Калининградский оборонительный район в объект первого упреждающего удара.

## Боевой потенциал
После распада СССР численность войск в Калининградской области резко сократилась (в частности, была расформирована 11-я армия). В 1999 году в Калининградском оборонительном районе были размещены следующие виды и рода войск общей численностью в 25 тысяч человек: сухопутные и береговые войска флота (850 танков, 550 ракетных систем залпового огня, 350 единиц артиллерийских систем), Балтийский флот (99 кораблей различных классов, в том числе 6 подлодок), морская авиация (более 180 боевых и транспортных самолетов и вертолетов), войска и силы ПВО (зенитно-ракетные комплексы С-300 ПС).
По данным журнала «Коммерсантъ-Власть», в 2003 году Калининградский оборонительный район имел следующий состав:
- Балтийский флот. Управление и обеспечение: в Калининграде — штаб флота, управление тыла флота, узел связи, комендатура охраны и обеспечения; 2 запасных командных пункта в Калининграде и поселке Красноторовка. Разведка: в Калининграде — разведуправление флота как структура ГРУ Генштаба ВС РФ, в Балтийске — подразделения разведуправления Балтийского флота, а в Зеленоградске — разведывательное управление. Корабельный состав: дивизия надводных кораблей (1 бригада надводных кораблей и 1 бригада ракетных катеров), несколько подводных лодок, а в Калининграде — бригада строящихся и ремонтирующихся кораблей. Морская пехота: бригада морской пехоты с приданными ей бригадой десантных кораблей и бригадой кораблей на воздушной подушке. ВВС, ПВО и береговые подразделения флота: в Черняховске — морской штурмовой авиаполк, в Балтийске — ПВО, а на берегу Балтийского моря — береговой ракетный полк. Военно-морская база в Балтийске (бывшая немецкая военно-морская база Пиллау): бригада кораблей охраны водного района в виде противолодочных кораблей и тральщиков, бригада спасательных судов, тыл базы, военторг, военные строители, комендатура охраны и обеспечения и военно-морской госпиталь. Склады: в Шиповке — артиллерийский арсенал Балтийского флота, в Светлом — минный арсенал БФ, в Прибрежном — арсенал ВВС БФ, в Рябиновке — ракетный арсенал БФ, флотские склады — в Приморске, а база технического имущества флота — в Балтийске. Учебные заведения: Балтийский военно-морской институт (БВМИ), центр морской и физической подготовки и спортивный клуб — в Калининграде, Балтийский военно-морской институт и школа подготовки техников — в Балтийске, центр подготовки и обучения диверсионных подразделений Балтийского флота — в поселке Парусное. Инженерные войска: в Приморске — морской инженерный батальон. На берегу Балтийского моря — морской полигон. Прочее. В Калининграде — военно-морской госпиталь, яхтклуб и газета «Страж Балтики». Управление военной контрразведки, военный суд, прокуратура флота и части гарнизона. В курортной зоне Калининградской области есть ведомственные санатории Балтийского флота: в Береговом — туристическая база, а в Светлогорске — Центральный военный санаторий
- ПВО, Войска связи и радиоэлектронная борьба. Связь: 1 полк связи в Калининграде. РЭБ: 3 полка радиоэлектронной борьбы в поселке Янтарный, Гвардейске и Калининграде, 1 радиотехнической полк в Храброво. ПВО: командный пункт ПВО в Гвардейске, 2 зенитно-ракетных бригады в Гвардейске и Знаменске.
- Авиация. В Храброво — транспортная авиационная эскадрилья. В Чкаловске — истребительный авиаполк. В Добровольске — авиаполигон. В Донском — вертолетный полк и противолодочная эскадрилья.
- Сухопутные войска. Мотострелковые части: 2 бригады в Гусеве и Калининграде, 1 полк в Гвардейске. Ракетные войска: 1 бригада в Черняховске. Артиллерия: 1 артиллерийская бригада в Калининграде. Общевойсковой полигон в Правдинске. Склады: арсенал Главного ракетно-артиллерийского управления в Ладушкине, 1 артиллерийский склад в поселке Павлово, 1 артиллерийская база вооружения в Калининграде, 4 базы хранения военной техники в Мамонове, Советске, Черняховске и Калининграде. Автомобильные войска: 1 автобаза в Калининграде (по некоторым источникам автомобильный батальон 702-го центра материального обеспечения Балтийского флота с более чем 200 единицами автомобильной техники и личным составом более 300 военнослужащих и гражданских специалистов[12][13]).
- Вспомогательные части. В Павинково — понтонно-мостовой полк.
- Ремонтные заводы. В Приморске — ремонтный завод средств связи. В Балтийске — судоремонтный завод и завод по ремонту ракетно-артиллерийского вооружения. В Прегольском — ремонтный завод военной техники. В поселке Люблино-Новое — авиаремонтный завод. В Калининграде — авторемонтный завод.
- Военизированные формирования (в случае войны переходящие под командование армии): пограничники с бригадой пограничных кораблей в Балтийске и батальон внутренних войск.

Как видно из карты «Коммерсанта», основные силы Калининградского оборонительного района в 2003 году были сосредоточены на западе области на побережье Балтийского моря около и в городах Калининград, Балтийск и Светлогорск. Вне прибрежной полосы войска в Калининградской области стоят только в 3 пунктах: Советск (база хранения военной техники) на границе с Литвой, Гусев (мотострелковая бригада) и Черняховск (мотострелковый полк, база хранения военной техники, морской штурмовой авиаполк и ракетная бригада).
В 2000-е годы численность войск в Калининградском оборонительном районе сократили с 25 тысяч до 11,6 тысяч человек, выводилась бронетехника и артиллерия.
В 2008 году в Калининградском оборонительном районе находилось: 30 кораблей (2 эсминца, 4 десантных корабля, бригада ракетных катеров), 3 дизельные подлодки, бригада морской пехоты, танковые, артиллерийские и мотострелковые части и соединения численностью до 2 дивизий, части штурмовой (Су-24) и истребительной (Су-27) авиации, зенитно-ракетные комплексы С-300 и тактические ракетные комплексы Точка-У.
В 2008—2009 годах из Калининградской области было выведено значительное количество войск и военной техники: более 600 танков, около 500 БМП и БТР, не менее 600 орудий и минометов. На начало 2010 года численность сухопутных войск Калининградского оборонительного района составляла 10500 военнослужащих (не считая морской пехоты в 1100 военнослужащих): 1 мотострелковая бригада, 1 мотострелковый полк (расформирован в конце 2009 года), 1 ракетная бригада с 12-18 ракетными комплексами Точка-У, 1 артиллерийская бригада, 1 вертолетный полк, 1 бригада ПВО. В сухопутных войсках Калининградского оборонительного района на начало 2010 года находилось 811 танков, 1239 БМП и БТР различных типов, 345 артиллерийских и ракетных систем. В ближайшие годы планируется наращивание военного потенциала КОРа. К 2012 году численность бригады морской пехоты в Калининградской области планировалось увеличить до 4 тысяч военнослужащих. Хранящихся на военных складах в Калининградской области запасов вооружения и военной техники (которые остались от расформированных частей и соединений) хватит на оснащение в случае всеобщей мобилизации 3 мотострелковых дивизий.
Согласно ДОВСЕ Россия обязывалась ограничить количество войск, вооружений и военной техники в Калининградской области и держать там не более 2 мотострелковых бригад с небольшим усилением (впоследствии Россия полностью приостановила действие договора и теперь может неограниченно наращивать свою военную группировку в анклаве). В 2011 году в ответ на развертывание американской системы ПРО в Европе Россия решила нарастить боевую группировку своих войск в Калининградском особом районе. В частности под Калининградом была построена РЛС системы раннего предупреждения о ракетной нападении типа «Воронеж-ДМ», позволяющая отслеживать запуски ракет на всем пространстве Европы и Северной Атлантики. Также в Калининградском особом районе размещались ударные мобильные комплексы тактических ракет «Искандер-М». «Искандеры» характеризуются высокой мобильностью, малым временем подготовки к пуску ракет и невидимостью для радаров. В 2014 году в Калининградском особом районе прошли учения с участием почти 9 тысяч человек, более 600 единиц военной техники, среди которых было 250 танков и БТР, 55 кораблей и около 40 единиц авиации, а также ракетные комплексы «Искандер». В апреле 2015 года на специальном совещании в министерстве обороны России в ответ на кризис на Украине и увеличение контингента НАТО в Прибалтике и Польше было принято решение усилить войска в Калининградской области и Балтийский флот: если группировка российских войск в Калининградской области в настоящее время состоит из 1 мотострелковой бригады, 1 бригады морской пехоты, частей артиллерии и ракетных войск, то к ним планируют добавить еще 1 мотострелковую бригаду (таким образом в области станет 2 мотострелковые бригады) и усилена артиллерия и ракетные войска береговых противокорабельных комплексов, однако в целом усиление войск не будет значительным и там не планируют разворачивать крупную группировку наподобие Крыма.
С начала 2020-х годов в Калиниградской области регулярно проводили учения с использованием систем РЭБ («Мурманск-БН», Р-330Ж «Житель», «Борисоглебск» и др.), с которыми связывали масштабные сбои в работе GPS над Балтийским регионом.

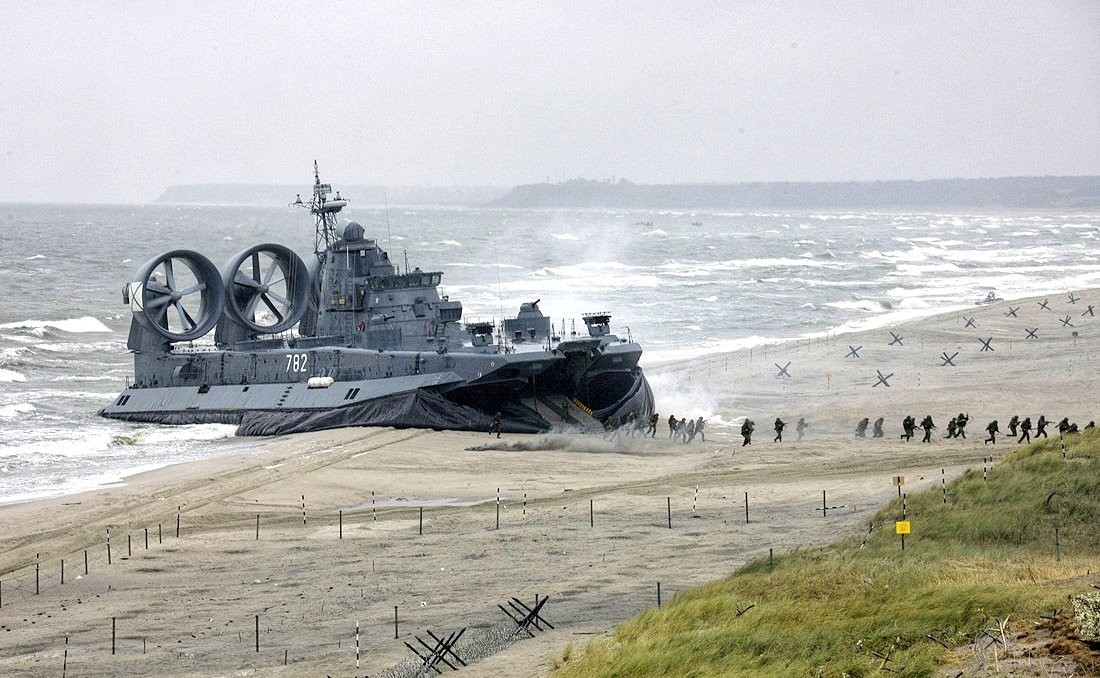
Оперативно-стратегические учения «Запад-2009». Калининградская область, полигон Хмелёвка. 28 сентября 2009 года
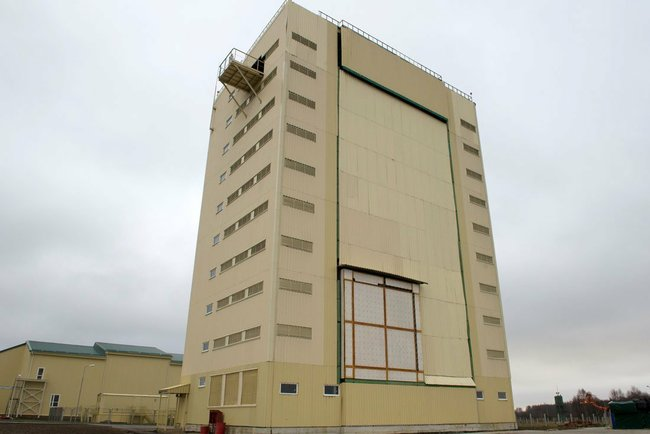
Одно из сооружений станции «Воронеж-ДМ» в Калининграде, ноябрь 2011 года
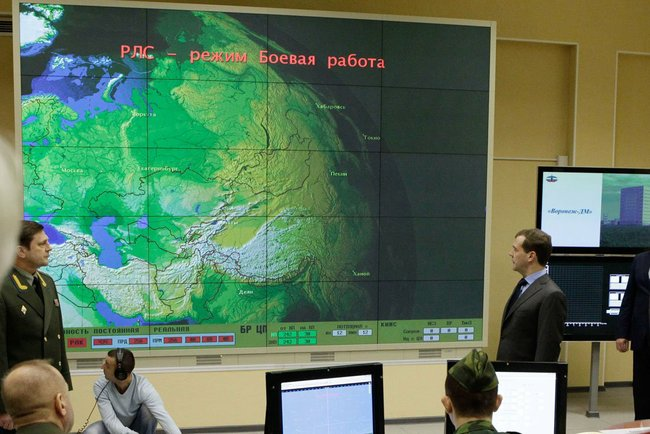
Дмитрий Медведев отдал приказ о вводе РЛС «Воронеж-ДМ» в состав Войск воздушно-космической обороны
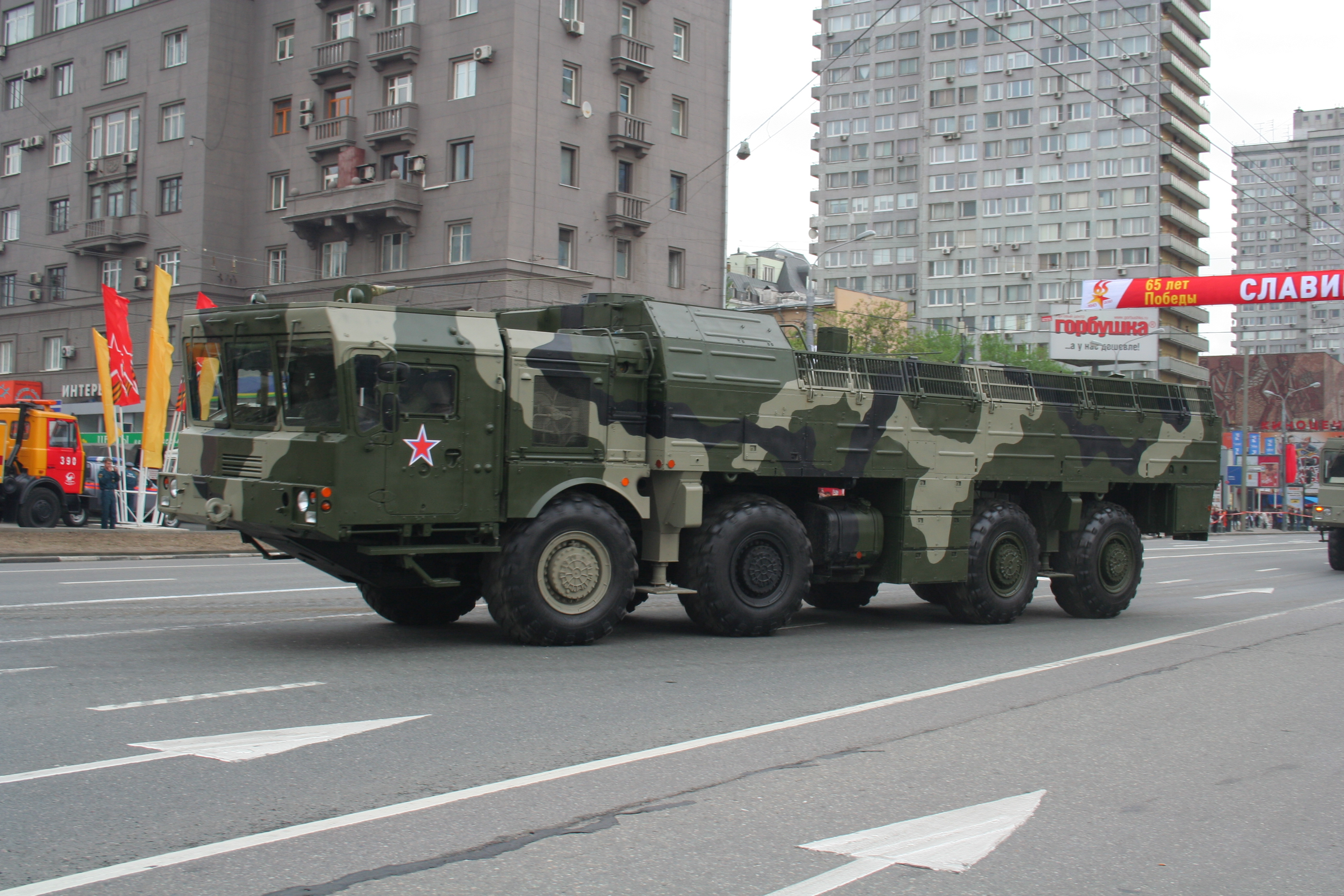
ТЗМ 9Т250-1 комплекса «Искандер-М», аналогичные размещённым в КОР